# 張薰
張薰，河南祥符县人，清朝政治人物。贡生出身。

## 生平
曾任揭阳县知县。乾隆四年九月二十日兼摄丰顺縣知縣，六年三月二十一日离任。。后由王如珩接任。